# Сабанагранде (Колумбия)
Сабанагранде (исп. Sabanagrande) — город и муниципалитет на севере Колумбии, на территории департамента Атлантико.

## История
Поселение, из которого позднее вырос город, было основано 12 декабря 1704 года. Муниципалитет Сабанагранде был выделен в отдельную административную единицу в 1857 году.

## Географическое положение

Муниципалитет Сабанагранде

Город расположен в восточной части департамента, в пределах Прикарибской низменности, к западу от реки Магдалена, на расстоянии приблизительно 15 километров к юго-юго-востоку (SSE) от города Барранкилья, административного центра департамента. Абсолютная высота — 4 метра над уровнем моря.
Муниципалитет Сабанагранде граничит на севере с территорией муниципалитета Маламбо, на западе — с муниципалитетом Полонуэво, на юге — с муниципалитетом Санто-Томас, на востоке — с территорией департамента Магдалена. Площадь муниципалитета составляет 43 км².

## Население
По данным Национального административного департамента статистики Колумбии, совокупная численность населения города и муниципалитета в 2015 году составляла 31 678 человек.
Динамика численности населения муниципалитета по годам:
| 2005   | 2006   | 2007   | 2008   | 2009   | 2010   | 2011   | 2012   | 2013   | 2014   | 2015   |
| ------ | ------ | ------ | ------ | ------ | ------ | ------ | ------ | ------ | ------ | ------ |
| 25 399 | 25 975 | 26 566 | 27 182 | 27 796 | 28 421 | 29 054 | 29 707 | 30 362 | 31 009 | 31 678 |

Согласно данным переписи 2005 года мужчины составляли 50,8 % от населения Сабанагранде, женщины — соответственно 49,2 %. В расовом отношении белые и метисы составляли 99,9 % от населения города; негры, мулаты и райсальцы — 0,1 %.
Уровень грамотности среди всего населения составлял 88,1 %.

## Экономика
Основу экономики Сабанагранде составляет сельское хозяйство.

53,7 % от общего числа городских и муниципальных предприятий составляют предприятия торговой сферы, 36,8 % — предприятия сферы обслуживания, 7,8 % — промышленные предприятия, 1,6 % — предприятия иных отраслей экономики.

## Транспорт
Через город проходит национальное шоссе № 25 (исп. Ruta Nacional 25).